# The Juvenile
«The Juvenile» (с англ. — «Несовершеннолетний») — сингл шведской поп-группы Ace of Base с альбома 2002 года Da Capo.
Трек был записан в Германии 9 декабря 2002 года в качестве второго сингла с альбома. Сама песня была написана в 1995 году в качестве главной музыкальной темы для фильма о Джеймсе Бонде «Золотой глаз». Но звукозаписывающая компания Arista Records отстранила группу от проекта. Песня позже была переписана и выпущена в виде сингла.

## Список композиций
- CD-сингл (2002)

1. «The Juvenile» — 3:44
2. «What’s the Name of the Game» — 3:02
3. «Don’t Stop» — 3:48
4. «Hey Darling» — 3:16

## Чарты
| «The Juvenile» | 78 |